# دون فيشر
دون فيشر (بالإنجليزية: Don Fisher)‏ هو لاعب كرة قاعدة أمريكي، ولد في 6 فبراير 1916 في كليفلاند في الولايات المتحدة، وتوفي في 29 يوليو 1973 في مايفيلد هايتس في الولايات المتحدة.

## وصلات خارجية
- دون فيشر على موقع دوري كرة القاعدة الرئيسي (الإنجليزية)
- دون فيشر على موقعبيزبول رفرنس.كوم (الدوري الرئيسي) (الإنجليزية)
- دون فيشر على موقعبيزبول رفرنس.كوم (الدوري الثانوي) (الإنجليزية)